# くまのプーさん/みんなのクリスマス
『くまのプーさん/みんなのクリスマス』（原題：Winnie the Pooh: A Very Merry Pooh Year）は、2002年11月12日に発売されたアメリカのディズニー・テレビジョン・アニメーションが製作したアニメーション映画（オリジナルビデオ）。プーさんと仲間たちによるクリスマスを舞台にした物語である。
日本では2002年12月6日にブエナ・ビスタ・ホーム・エンターテイメントから日本語吹き替え版のVHS（規格品番：VWSJ-4618）とDVD（規格品番：VWDS-4618）が発売されている。パッケージ裏のキャッチコピーは「プーさんといっしょに、すばらしい季節の訪れをお祝いしましょう。」。また、2009年12月8日にディズニー・チャンネルで放送されている。
なお、関連項目として同じくクリスマスを舞台にし同一スタッフ・キャストによって制作された「新くまのプーさん プーさんとメリークリスマス」もあるが、こちらは時系列のディズニーからの公式な説明は行われていない。

## キャスト
| 役名                   | 英語版声優           | 日本語吹替 |
| ---------------------- | -------------------- | ---------- |
| プー                   | ジム・カミングス     | 八代駿     |
| ティガー               | ジム・カミングス     | 玄田哲章   |
| ピグレット             | ジョン・フィードラー | 小宮山清   |
| ラビット               | ケン・サンソム       | 龍田直樹   |
| イーヨー               | ピーター・カレン     | 石田太郎   |
| ゴーファー             | マイケル・ガフ       | 辻村真人   |
| カンガ                 | キャス・スーシー     | 片岡富枝   |
| ルー                   | ニキータ・ホプキンス | 小倉裕太   |
| クリストファー・ロビン | ウィリアム・グリーン | 村上想太   |
| ナレーター             | マイケル・ヨーク     | 青森伸     |

## テーマ曲
- オープニングソング「くまのプーさん」（歌：大木理紗）

## 映像特典
- ゲーム（雪の中でかくれんぼ／ニュー・イヤーズ・イブ・パーティー）
- 歌ってみましょう（英語版）
- プーさんのお部屋へようこそ

## スタッフ
- 監督：ジェイミー・ミッチェル、ガリー・ケイトナ、エド・ウィクスラー、ケン・ケッセル
- 脚本：カール・ゲールズ、テッド・ヘニング、マーク・ザスラヴ（英語版）、ブライアン・ホールフェルト（英語版）
- 製作：ガリー・ケイトナ、エド・ウィクスラー、アントラン・マヌージャン、ジェイミー・ミッチェル
- 音楽：スティーブ・ネルソン、トム・シャープ

## 日本語版制作スタッフ
- 翻訳：佐藤恵子
- 演出：木村絵理子
- 音楽演出：深澤茂行
- 録音／調整：阿部直子（オムニバス・ジャパン）
- 録音制作：（株）東北新社
- 政策監修：津司大三
- 日本語版制作：DISNEY CHARACTER VOICES INTERNATIONAL, INC.